# Antropologia estrutural

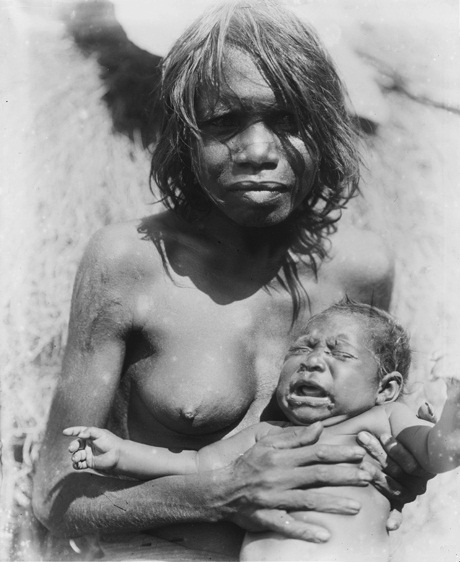
Mãe e filho em Sunday Island, 1916, Austrália Ocidental

Antropologia estrutural, é um termo criado por Claude Lévi-Strauss (1908-2009), título de dois de seus livros, na "busca de elementos duradouros e correspondências estruturais entre sociedades de tipos diferentes para descobrir se existem estruturas fundamentais que seriam a base da Antropologia". Segundo ele, a noção de estrutura social em termos de complexidade se associa às noções ou estudo do estilo, das categorias universais da cultura e da linguística estrutural. A antropologia estrutural, portanto, não se situa no âmbito da antropologia cultural, mas como um estudo a parte do modelo do antropólogo alemão Franz Boas.
Para Laplantine, foi a partir do estudo do parentesco que se constituiu o estruturalismo de Lévi-Strauss. O parentesco para ele, é uma linguagem onde não basta conhecer os seus termos, é necessário conhecer as relações entre esses termos, regidas por leis de troca análogas às leis sintáticas da língua. Quando se estuda o parentesco, a linguagem ou economia das trocas estamos diante de diferentes modalidades de uma única e mesma função: a comunicação (ou a troca), que é a própria cultura.

## Teoria e Método
Para a Antropologia estrutural, as culturas definem-se como sistemas de signos partilhados e estruturados por princípios que estabelecem o funcionamento do intelecto. Em 1949, Lévi-Strauss publica "As estruturas elementares de parentesco", obra em que analisa, entre outros povos, os aborígenes australianos e, em particular, os seus sistemas de matrimônio e parentesco. Nesta análise, Lévi-Strauss demonstra que as alianças são mais importantes para a estrutura social que os laços de sangue. Termos como Exogamia, Endogamia, aliança, Consanguinidade passam a fazer parte das preocupações etnográficas. Diferentemente da antropologia cultural de Boaz, a antropologia estrutural de Lévi-Strauss está interessada em saber como os elementos desses sistemas convergem, e não nos seus valores intrínsecos (religião, política, etnia) que fazem parte da formação cultural de um ser humano dentro da sociedade a qual está inserido. Apontado pelo professor de antropologia social Mauro W. Barbosa de Almeida, o método relativista de Lévi-Strauss diverge do relativismo cultural de Boas ao enfatizar a inteligibilidade entre as culturas humanas, desde que possamos enxergar os diferentes sistemas culturais como transformações ordenadas por princípios mentais universais.

## Antropologia estrutural de Lévi-Strauss
Lévi-Strauss é o principal expoente da corrente estruturalista na Antropologia. Para fundá-la, Lévi-Strauss buscou elementos das ciências que, no seu entender, haviam feito avanços significativos no desenvolvimento de um pensamento propriamente objetivo. Sua maior inspiração foi a Lingüística Estruturalista da qual faz constante referência, por exemplo, a Jakobson.
Ao apropriar-se do pensamento estruturalista para aplicá-lo à antropologia, Lévi-Strauss pretende chegar ao modus operandi do espírito humano. Deve haver, no seu entender, elementos universais na atividade do espírito humano entendidos como partes irredutíveis e suspensas em relação ao tempo que perpassariam todo modo de pensar dos seres humanos.
Nesta linha de pensamento, Lévi-Strauss chega ao par de oposições como elemento fundamental do espírito: todo pensamento humano opera através de pares de oposição. Para defender esta sua tese, Lévi-Strauss analisa milhares de mitos nas mais variadas sociedades humanas encontrando nelas modos de construção análogas em todas.
Para fundamentar o debate teórico, Lévi-Strauss recorre a duas fontes principais: a corrente psicológica criada por Wilhelm Wundt e o trabalho realizado no campo da linguistica, por Ferdinand de Saussure, denominado Estruturalismo. Influenciaram-no, ainda, Durkheim, Jakobson (teoria linguística), Kant (idealismo), Freud (psicanálise) e principalmente Marcel Mauss.

## Principais obras
- As Estruturas Elementares do Parentesco. Vozes: Petrópolis, 2012.
- Antropologia Estrutural. Paris, Libraire Plon 1958
- Antropologia Estrutural II. Paris, Libraire Plon 1973